# Cratobracon curvicanaliculatus
Cratobracon curvicanaliculatus is een insect dat behoort tot de orde vliesvleugeligen (Hymenoptera) en de familie van de schildwespen (Braconidae). De wetenschappelijke naam van de soort werd voor het eerst geldig gepubliceerd door Cameron & Strand in 1912.